# شهرستان ویروشوف
شهرستان ویروشوف (به لاتین: Wieruszów County) یک شهرستان در لهستان است که در استان ووتسکی واقع شده‌است.

## خصوصیات
شهرستان ویروشوف ۵۷۶٫۲۲ کیلومترمربع مساحت و ۴۲٬۳۳۶ نفر جمعیت دارد.